# Corihuayrachina (La Convención)
La colonie inca jusque-là inconnue de Corihuayrachina a été découverte au début du XXIe siècle à plus de 3 000 m d'altitude dans la cordillère de Willkapampa dans le département de Cuzco au Pérou. 
Le site se trouve dans le district de Santa Teresa de la province de La Convención, à 7 km au nord-est du site archéologique de Choquequirao et à l'ouest des montagnes Kiswar et Quriwayrachina sur une montagne nommée Victoria. 
En Quechua, Quriwayrachina ou Quri Wayrachina vient de « quri » or (métal) et de « wayrachina » un four spécial pour la fusion du métal. Corihuayrachina signifie donc « four pour la fusion de l'or ».
À proximité se trouvent d'anciennes mines incas et les collines environnantes sont couvertes des pierres jonchées de plus de 200 structures de cet avant-poste inca.

## Histoire
Le photographe et chercheur britannique Peter Frost (en) a découvert en 1999 le sentier pédestre menant au village. 
En juin 2001, il a conduit un groupe d'archéologues dans la région. Ils ont trouvé des constructions disséminées sur une superficie de 6 km2.

## Description
Comme d'autres ruines, Corihuaynachina est divisée en deux zones, la zone agricole et la zone urbaine. Des terrasses de cultures, des canaux d'irrigation et un barrage ont été trouvés dans la zone agricole. Dans la zone urbaine, ils ont trouvé des tours funéraires, deux cimetières, plus de 100 bâtiments circulaires, des entrepôts et greniers, des ateliers de céramique, des tombes et une pyramide tronquée. Le centre religieux et administratif était une place ouverte sous laquelle se trouvait une tombe.
Lorsque les chercheurs sont arrivés à Quriwayrachina, la ville avait déjà été pillée. Des squelettes ont été trouvés dans les tombes mais sans objets funéraires. Les outils de poterie et de pierre trouvés ont été identifiés à deux périodes différentes. Les estimations situent l'origine de cet avant-poste au début du XIIIe siècle, il a été ensuite abandonné, puis plus tard réoccupé.